# Návrh (film)
Návrh (v anglickém originále The Proposal) je americká filmová romantická komedie režisérky Anne Fletcher v hlavních rolích se Sandrou Bullock a Ryanem Reynoldsem.

## Děj
Margaret Tate je výkonnou šéfredaktorkou v nakladatelství. Její zaměstnanci ji nemají rádi, protože je tvrdá, ctižádostivá a chladná. Když se dozví, že bude deportovaná do Kanady, protože jí vypršelo pracovní vízum, přinutí svého často zneužívaného, ale schopného a ochotného asistenta Andrewa Paxtona, aby si ji vzal. Ten nejdříve váhá, ale nakonec svolí, když mu Margaret vyhrožuje, že všechna jeho tvrdá práce za poslední roky bude ztracená, pokud ji šéfové budou muset propustit. Na imigračním oddělení je ale podezírají, že podvádějí. Když to popřou, úředník je informuje o procesu, jenž je potřeba, aby si úřad byl jistý, že jejich vztah není podvod - budou jim každému zvlášť pokládány otázky o tom druhém. Pokud nebudou jejich odpovědi souhlasit, Margaret bude deportována a Andrew půjde do vězení. Protože Andrew tím vše riskuje, vynutí si od Margaret slib, že ho po svatbě udělá redaktorem a vydá jeho knihu.
Aby jim uvěřili, pár společně cestuje do Sitky na Aljašce za Andrewovou rodinou. Po přečtení otázek během letu Andrew zjistí, že již téměř vše o Margaret ví, ale ona se bude muset všechno o něm během několika dní naučit. Na Aljašce Margaret zjistí, že Andrew je z velmi bohaté rodiny. Seznámí se s jeho matkou Grace, babičkou Annie, otcem Joem, ale také s Andrewovou bývalou přítelkyní Gertrudou. Na party Andrew oznámí své zasnoubení a po ní odejdou do společné ložnice.
Druhý den ráno ztratí Margaret mobil, na němž je závislá, při záchraně rodinného psa před jestřábem, Andrew jí zařídí nový. Pak Andrewova matka a babička vezmou Margaret do strip klubu, kde se setká také s Gertrudou a dozví se od ní nějaké informace o Andrewovi - že si chce vybudovat vlastní život nezávisle na rodinném bohatství a že vztah mezi nimi byl dost vážný. Když se ženy vrátí domů, Margaret zjistí, že Joe naléhá na Andrewa, aby převzal rodinné obchody na Aljašce, což on vytrvale odmítá. Toho večera se Margaret rovněž svěří Andrewovi s osobními věcmi.
Následující den přesvědčí rodina pár, aby se vzali ještě ten den, což neochotně přijmou. Babička Annie dá Margaret své staré svatební šaty a starý přívěsek. Když Margaret zjistí, kolik problémů by Andrewovi způsobila, unese člun i s Andrewem, kde mu řekne, že zapomněla jaké to je mít rodinu a nechce mu tu jeho zničit. Ve stejný den kontaktuje imigrační úředník Gilbertson Joea, aby si ověřil, že je vztah Margaret a Andrewa podvod. Joe ho pozve do Sitky a doufá, že bude svatba zrušena. S Gilbertsonem udělá dohodu, že Andrew nebude stíhaný, pokud přizná, že je sňatek podvod, ale Margaret bude deportovaná do Kanady. Andrew i přesto odmítá, že by jejich vztah byl lež.
Uprostřed svatebního obřadu ale Margaret vše přizná a Gilbertson ji pak informuje, že má jeden den na to, aby se vrátila do Kanady. Andrew pak v jejich pokoji objeví dopis s rozloučením a slibem, že Margaret jeho knihu vydá. Když se Andrew rozhodne jít za Margaret, odehraje se další hádka mezi ním a Joem. Když se je snaží zastavit, dostane babička Annie infarkt. Když letí do nemocnice, přinutí Joea a Andrewa, aby se přestali hádat, než zemře. Když s tím souhlasí, Annie přizná, že infarkt pouze předstírala. Letadlo se pak vydá za Margaret, aby se Andrew mohl pokusit ji zastavit před odletem do New Yorku, ale nestihne to. Andrew se potom rovněž vydá do New Yorku a v kanceláři přede všemi požádá Margaret o ruku. Oba potom znovu jdou za Gilbertsonem, aby mu oznámili, že jsou zasnoubení, tentokrát doopravdy.

## Obsazení
| Sandra Bullock      | Margaret Tateová |
| Ryan Reynolds       | Andrew Paxton    |
| Mary Steenburgenová | Grace Paxtonová  |
| Craig T. Nelson     | Joe Paxton       |
| Betty Whiteová      | babička Annie    |
| Denis O'Hare        | agent Gilbertson |
| Oscar Nuñez         | Ramone           |
| Malin Åkermanová    | Gertrude         |

## Výroba
Ačkoli se většina filmu odehrává v Sitce na Aljašce, natáčení ve skutečnosti probíhalo na Cape Ann v Massachusetts, převážně v Rockportu.

## Ohlas
Během prvního dne film v 3 056 kinech vynesl 12,7 milionů dolarů a stal se tak nejúspěšnějším filmem dne. Následně se stal se 33,6 miliony nejúspěšnějším filmem víkendu, čímž překonal Rok jedna, jenž měl premiéru ve stejný den, a předchozí nejúspěšnější film Pařba ve Vegas. Celkové světové tržby 317 375 031 dolarů dělají z Návrhu jeden z největších kasovních trháků Sandry Bullock.
Snímek získal smíšené reakce kritiky. Server Rotten Tomatoes uvádí, že ze 169 kritických hodnocení bylo 44 % kladných. Pro srovnání server Metacritic uvádí, že 48 % z 29 hodnocení je kladných.
Lisa Schwarzbaum z Entertainment Weekly udělila filmu B+ a pochválila "chemickou energii mezi Bullock a Reynoldsem". Roger Ebert z Chicago Sun-Times dal filmu 3 hvězdičky ze 4, přestože film podle něj "recykluje zápletku, která už byla stará, když ji vyzkoušeli Tracy a Hepburnová". Peter Stone z časopisu Rolling Stone udělil filmu 1 hvězdičku ze 4 s tím, že ta celá patří Betty Whiteové.
Sandra Bullock byla za film nominovaná na Zlatý glóbus v kategorii Nejlepší herečka ve filmovém muzikálu nebo komedii, a získala Teen Choice Award a People's Choice Award. Snímek získal čtyři nominace na MTV Movie Awards.